# Battaglia di Gumbinnen
La battaglia di Gumbinnen fu la prima grande operazione offensiva condotta dalla Germania sul fronte orientale durante la prima guerra mondiale. A causa della cattiva coordinazione dell'attacco tedesco, lo scontro si concluse con la vittoria dei russi e la ritirata delle forze tedesche dalla Prussia Orientale.

## Contesto
Allo scoppio della guerra un'azione offensiva contro i russi non era nei piani strategici del Comando dell'8ª Armata tedesca, comandata dal generale Maximilian von Prittwitz: questi infatti riteneva indifendibile l'area della Prussia Orientale con le esigue forze di cui disponeva, perciò aveva predisposto una linea di difesa fortemente presidiata sul fiume Angerapp e sulla piana di Instenburg.
L'Ottava Armata era composta da quattro corpi:  il I Corpo di Hermann von François, il XVII Corpo di August von Mackensen, il I Corpo della Riserva di Otto von Below ed il XX Corpo, ai quali si aggiungeva la prima divisione di cavalleria. Contro queste forze erano schierate due armate russe, la Prima (Paul von Rennenkampf) sul settore nord e la Seconda (Alexander Samsonov) a sud. I russi godevano di un'ampia superiorità numerica, ma avevano grossi problemi e mancanze nel loro sistema di rifornimenti e comunicazioni.
Lo schieramento tedesco posizionava il grosso dell'Ottava Armata (I Corpo, XVII Corpo, I Corpo della riserva) sul settore nord contro la I Armata Russa, mentre a sud, sulla linea Neidenburg-Ortelsburg stava il solo XX Corpo a fronteggiare la Seconda Armata Russa. Per i tedeschi pertanto esisteva il grave rischio legato ad un'avanzata della Seconda Armata, verso nord o verso ovest, che avrebbe potuto isolare tutte le forze tedesche sul fronte settentrionale, dando così ai russi la possibilità di occupare la Prussia Orientale senza opposizione e di minacciare eventualmente anche Berlino.
L'aggressivo comandante del I Corpo, generalleutnant von François, era però convinto che i tedeschi fossero avvantaggiati per la loro preparazione militare e per l'equipaggiamento, pertanto chiese al comandante von Prittwitz di poter prendere l'iniziativa ed attaccare.
Il 17 agosto von François aveva deciso di sua iniziativa e contro gli ordini di attaccare la Prima Armata Russa nella Battaglia di Stallupönen. Al termine della battaglia il I Corpo ripiegò su Gumbinnen, dopo aver inflitto gravi perdite ai russi (5 000 morti e 3 000 prigionieri).

## La battaglia
Dopo lo scontro non risolutivo di Stallupönen, il comandante von Prittwitz concesse a von François un'altra occasione per una nuova azione ad est del fiume Angerapp.
All'alba del 20 agosto la situazione sul fronte era la seguente:
- A nord: il I Corpo tedesco supportato dalla prima divisione di cavalleria contro il XX Corpo russo ed il Corpo di cavalleria
- Al centro: il XVII Corpo tedesco contro il III Corpo russo
- A sud: il I Corpo tedesco della Riserva e la terza divisione della riserva contro il IV Corpo russo

Alle 3.30 del mattino del 20 agosto il I Corpo di von François, rinforzato da una divisione di riserva della guarnigione di Königsberg e dalla prima divisione di cavalleria, attaccava sul settore nord le posizioni del XX Corpo di Smironv con un bombardamento di artiglieria pesante, cogliendo i russi di sorpresa.
L'azione tedesca fu condotta da due divisioni: la Prima di von Kont attaccò frontalmente, mentre la Seconda di von Falck conduceva una manovra aggirante.
Il peso di questo attacco fu sostenuto dalla sola 28ª Divisione russa: l'artiglieria inizialmente rispose con vigore, ma ben presto le munizioni si esaurirono ed i tedeschi ebbero la meglio.
Anche la cattiva coordinazione fra le unità russe contribuì in modo decisivo al successo dell'attacco di Von François: nel corso dell'attacco rimasero a lungo inattivi sia il Corpo di cavalleria del generale Khan Hussein Nakhicevan, che aveva il compito di proteggere il fianco destro del XX Corpo, sia la 29ª Divisione del generale Trasimov.
La situazione sul versante russo fu messa in sicurezza solo alle luci del giorno, dopo il riposizionamento della 29ª Divisione, ma sul terreno era rimasto il 60% degli effettivi della 28ª Divisione che ormai non era più in grado di combattere.
Il successo iniziale dell'Ottava Armata sul settore nord non fu replicato negli altri due settori: al centro il XVII Corpo di von Mackensen, dopo una marcia di 15 miglia per raggiungere le posizioni di attacco e senza una reale conoscenza dello schieramento avversario fu respinto dalle forze russe. Le unità tedesche infatti si ritrovarono sotto un pesante bombardamento da parte dell'artiglieria del III Corpo di Epancin, e la 35ª e la 36ª Divisione, che stavano andando all'assalto, furono costrette a ripiegare per le gravi perdite subite.

Alla destra di von Mackensen anche il I Corpo della Riserva di von Below non ebbe successo nei confronti del IV Corpo del generale Aliev nei pressi di Goldap, e la situazione anche a sud si risolse in uno stallo.
In definitiva i combattimenti del 20 agosto lasciarono il fronte in una situazione di equilibrio.

## Esito
Il I Corpo si ritirò a sud di Königsberg, il XVII Corpo si riposizionò nell'area di Friedland, con il I Corpo della Riserva a proteggere il suo fianco destro. Nel frattempo tutto lo schieramento della Prima Armata russa avanzava in direzione di Insterberg, supportato dal Corpo di Cavalleria a nord e dal II Corpo a sud, che era stato trasferito dalla Seconda Armata alla Prima.
Il generale Prittwitz, comandante dell'Ottava Armata, era un uomo cauto di temperamento, ed interpretò il risultato non chiaro della battaglia di Gumbinnen, come una sconfitta tedesca. Egli abbandonò la zona del fronte, ed informò von Moltke che avrebbe ritirato l'intera armata più ad occidente al di là della Vistola.
Una decisione così grave anche dal punto di vista politico, l'abbandono ai russi di una parte della patria tedesca, non poteva essere considerata accettabile dallo stato maggiore, pertanto von Moltke spostò ad oriente due corpi previsti come rinforzo sul fronte occidentale. Inoltre Moltke rimosse Prittwitz ed il suo Capo di Stato Maggiore Georg von Waldersee dalla guida dell'Ottava Armata, rimpiazzandoli rispettivamente con Paul von Hindenburg e Erich Ludendorff.

## Secondo gli storici
Secondo l'analisi di Hew Strachan, la battaglia di Gumbinnen deve essere considerata come un'operazione del I Corpo di von François, che agiva quasi come una unità indipendente all'interno della 8ª Armata, e non un fallito attacco di fianco pianificato da von Prittwitz.
Ha scritto Barbara Tuchman:
Il I della riserva era comandato al generale Fritz von Below. La sera del 19, nelle loro posizioni dietro l'Angerapp, avevano ricevuto l'ordine inatteso di raggiungere von François l'indomani mattina per un'offensiva oltre Gumbinnen. Riunite in fretta le sue unità, Mackensen aveva passato il fiume nella notte, e raggiunta l'altra riva si era trovato impigliato nella ressa dei profughi coi loro carri e il loro bestiame, che ingombravano le strade.
Quando riuscirono a districarsene e ad avanzare abbastanza per prendere contatto col nemico, ormai non avevano più il vantaggio della sorpresa: i russi aprirono il fuoco per primi. L'effetto di un bombardamento di artiglieria pesante è terribile, chiunque sia a riceverlo, in questo caso, uno dei pochi nel corso del 1914, a riceverlo furono i tedeschi.

La fanteria si buttò a terra bocconi e vi restò inchiodata, nessuno osava alzare la testa. Le carrette delle munizioni saltarono, i cavalli galoppavano in ogni direzione senza cavaliere.
Al principio del pomeriggio sotto il fuoco persistente la 35ª Divisione di Mackensen cedette. Una compagnia gettò le armi e fuggì di corsa; un'altra fu contagiata dal panico che presto si diffuse a un intero reggimento, e poi a quelli che gli erano ai fianchi. In breve le strade e i campi furono pieni di soldati che correvano verso le retrovie.
Gli ufficiali del comando di Corpo d'armata e quelli di divisione, e Mackensen stesso,  si precipitavano lungo il fronte in automobile cercando di arginare la rotta che continuò per altri ventiquattro chilometri»